# Vargha Balázs (grafikus)
Vargha Balázs (Budapest, 1966. augusztus 27. –) tervezőgrafikus, egyetemi tanár.

## Életpályája
1987-től a Magyar Iparművészeti Főiskola (ma Moholy-Nagy Művészeti Egyetem) hallgatója volt, diplomáját 1993-ban szerezte a Mesterképző Intézetben. 1999-ben megalakította a Stalker Studiót. 
2008-tól a MOME Tervezőgrafika Tanszékének adjunktusa, 2015-től tanszékvezetője, 2021–2024 között a Média Intézet igazgatója. 2020-tól egyetemi docens, 2021-ben habilitált, 2023-ban egyetemi tanárrá nevezik ki.
2023-ban a Moholy-Nagy Művészeti Egyetem nemzetközi rektorpályázatán az egyetem szenátusa megválasztja, azonban a fenntartó alapítvány kuratóriuma nem őt terjeszti fel kinevezésre.

## Válogatott csoportos kiállítások
- Feketén fehéren,[1] Műcsarnok, Budapest – 2001
- Magyar Formatervezési Díj kiállítás, Iparművészeti Múzeum – 2003
- XV. Országos Tervezőgrafikai Biennálé, Munkácsy Mihály Múzeum, Békéscsaba, Magyar Nemzeti Galéria, Budapest – 2007
- Magyar Formatervezési Díj kiállítás, Iparművészeti Múzeum, Budapest – 2012
- Körülöttünk. Nemzeti szalon 2017, iparművészet és tervezőművészet,[2] Műcsarnok, Budapest – 2017
- Közös tér. Nemzeti szalon 2022, iparművészet és tervezőművészet,[3] Műcsarnok, Budapest – 2022

## Publikációk, előadások
- Embléma.hu, emblématervezés Magyarországon 1989–2004, Stalker Studio, Budapest – 2004
- Plakát.hu, plakáttervezés Magyarországon 1989–2006, Stalker Studio, Budapest – 2006
- Budapest Graphic, előadás, American Institute of Graphic Arts, MICA Social Design Department, Maryland Institute College of Art Baltimore, USA, 2018. április 10.
- Re:flex, előadás, Partiumi Keresztény Egyetem, Bauhaus100 tudományos és művészeti konferencia,[4] Nagyvárad, 2019. november 21.
- MOMEnts, kiállításmegnyitó, Hungary Live Festival,[5] Here Arts Center, New York, USA, 2022. május 25.

## Díjak
- Ferenczy Noémi-díj – 2008
- Magyar Formatervezési Díj – 2012
- Arany Rajzszög díj – 2002
- Kamera Hungária-díj – 2000
- Szép Magyar Könyv – 2012, 2014, 2017
- Arany Rajzszög díj, A magyar tervezőgrafikáért végzett tevékenységért – 2024